# Whatever We Wanna
Whatever We Wanna è un album in studio della cantante statunitense LeAnn Rimes, pubblicato nel 2007.

## Il disco
Il disco, che si dissocia dallo stile country dell'artista per accostarsi al pop rock e all'R&B, è stato diffuso e promosso solo in Europa, Taiwan e Brasile.

## Tracce
1. Satisfied – 3:50
2. And It Feels Like – 3:47
3. For the First Time – 3:53
4. Save Myself – 3:56
5. A Little More Time – 3:17
6. Rumour 'bout a Revolution – 4:09
7. Destructive – 3:23
8. Strong – 4:17
9. Whatever We Wanna – 3:26
10. Everybody's Someone (con Brian McFadden) – 3:43
11. Headphones – 3:27
12. Long Night – 3:33
13. This Life – 4:09
14. Break Me Down – 3:53
15. Some People – 4:42